# 3280 Grétry
3280 Grétry هو كويكب، يقع ضمن حزام الكويكبات. اكتشف في 17 سبتمبر 1933.

## روابط خارجية
- 3280 Grétry في قاعدة بيانات مختبر الدفع النفاث لأجرام النظام الشمسي الصغيرة

- الاكتشاف · مخطط المدار ·  العناصر المدارية · المعلمات المادية

- 3280 Grétry على موقع ويكي سكاي: DSS2, SDSS, GALEX, IRAS, Hydrogen α, X-Ray, Astrophoto, Sky Map, Articles and images